# St. Peter in Ketten (Montabaur)

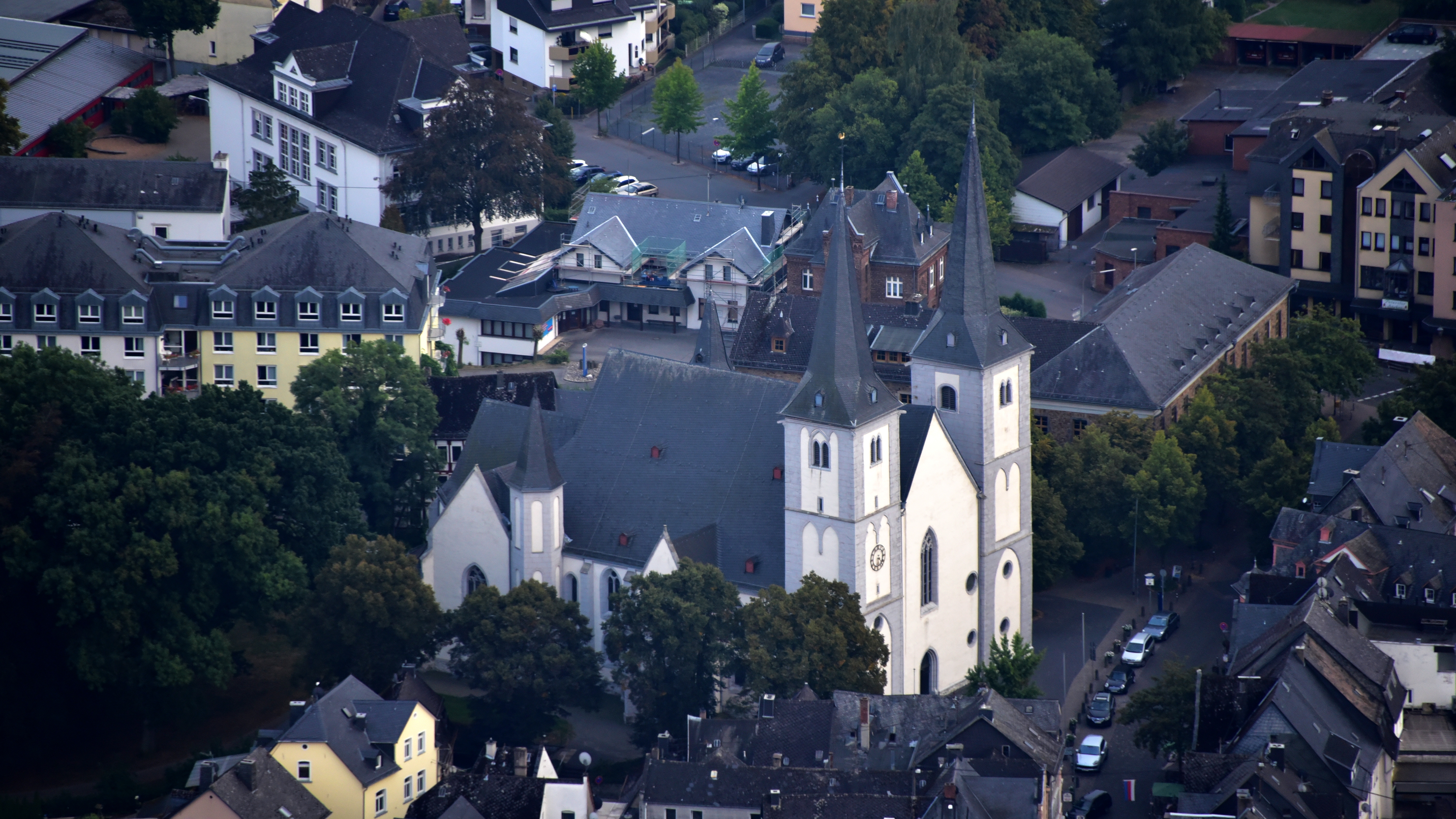
St. Peter in Ketten, Luftaufnahme (2016)

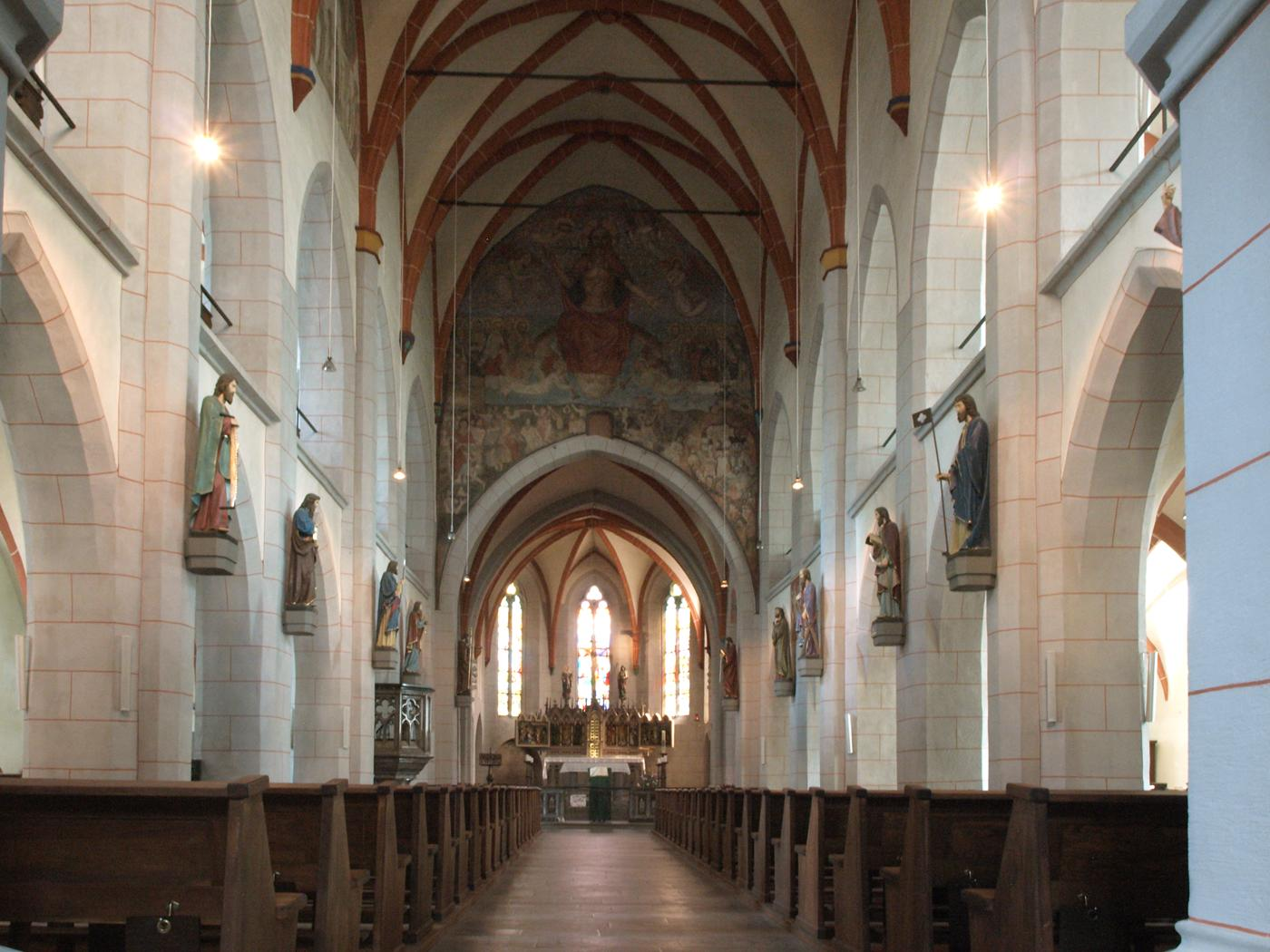
Langhaus mit Apostelfiguren, Blick auf Chor und Wandgemälde

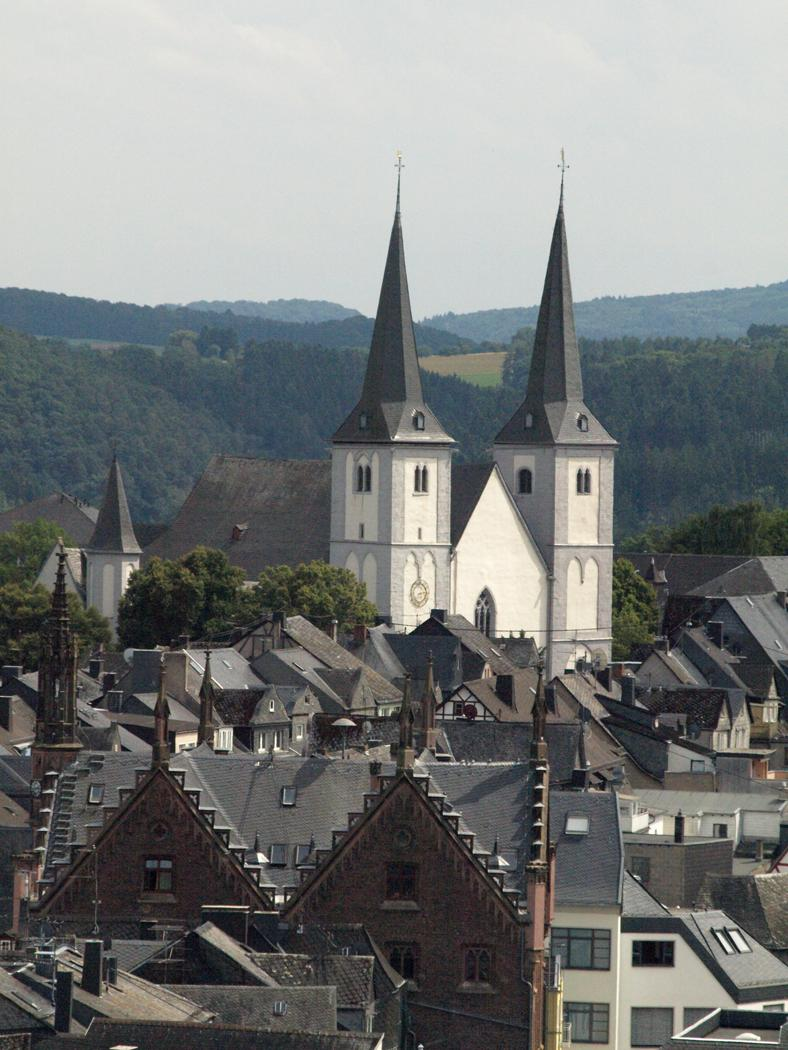
Die Pfarrkirche St. Peter in Ketten, Blick vom Schlossberg

St. Peter in Ketten ist eine katholische Pfarrkirche in Montabaur, der  Kreisstadt des Westerwaldkreises in Rheinland-Pfalz. Sie ist die größte und älteste Kirche im pastoralen Raum Montabaur. Mit den beiden Westtürmen überragt sie die Dächer der Altstadt und bildet im Südosten der Kirchstraße einen Gegenpol zum Schloss im Nordwesten.

## Baugeschichte

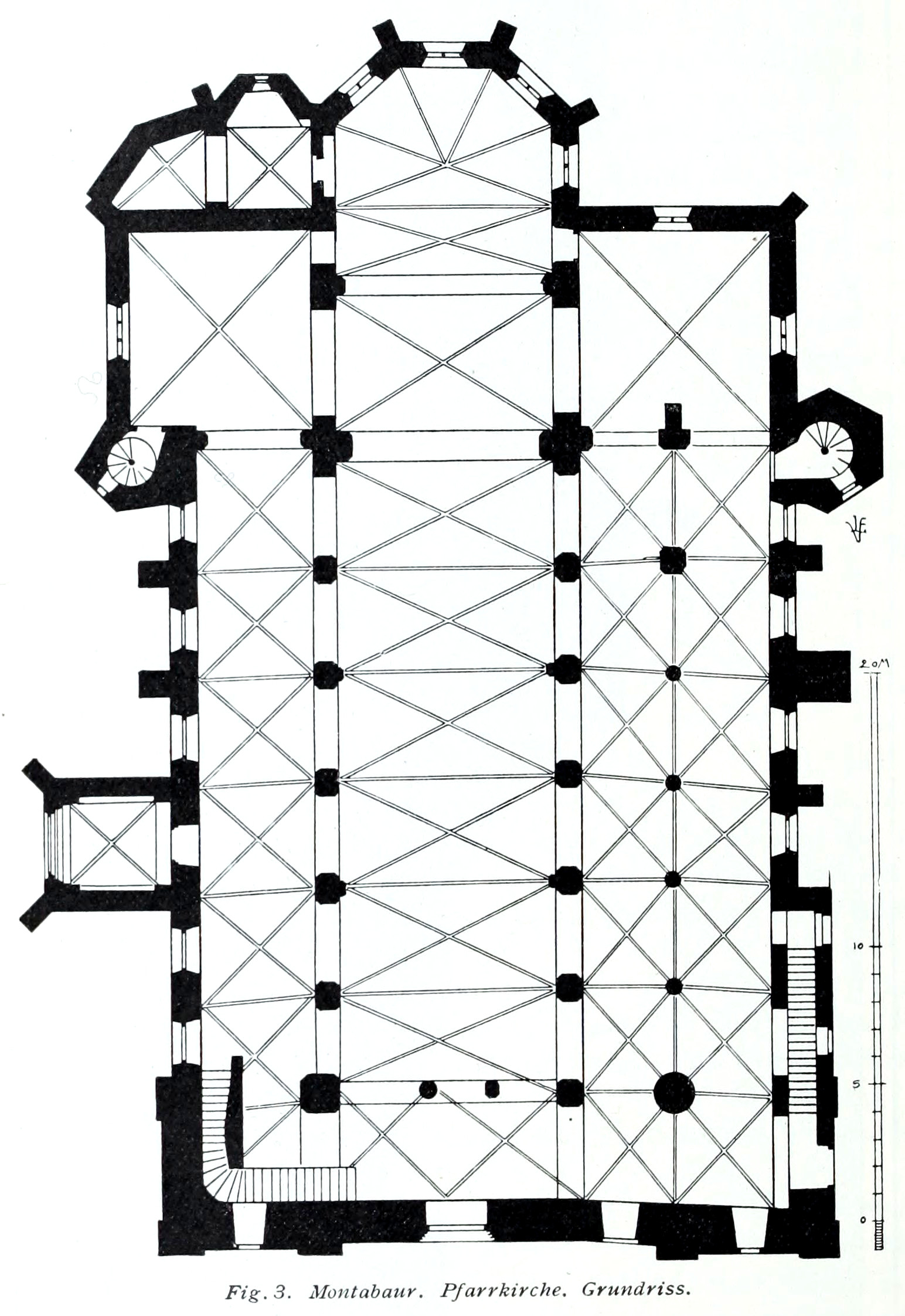
Grundriss der Kirche

Im Jahr 959 entstand unterhalb des Kastells Humbach eine Holzkirche, wenig später wurde sie durch eine zweite Kirche mit Steinfundament ersetzt. Vermutlich stand die zweite Kirche schon am jetzigen Standort von St. Peter in Ketten.
Das heutige Bauwerk wurde in mehreren Bauabschnitten von der ersten Hälfte des 13. Jahrhunderts bis etwa 1350 errichtet. Die Daten stützen sich auf Bauuntersuchungen, es gibt keine schriftlichen Belege.
Die Grundform einer uneingewölbten romanischen Basilika entstand in der ersten Hälfte des 13. Jahrhunderts.
Später folgte die Erweiterung des südlichen Seitenschiffes: Der Südturm wurde gebaut und das Hauptschiff wurde eingewölbt. Weitere Bauabschnitte waren der Ausbau des Nordportals zu einer Vorhalle (heute Taufkapelle), der Bau der Querhäuser und der Einbau von Emporen.

## Restaurierung
Nach einer umfassenden Restaurierung wurde die Kirche im Herbst 2006 durch Bischof Franz Kamphaus wieder eröffnet.

## Äußerer Bau

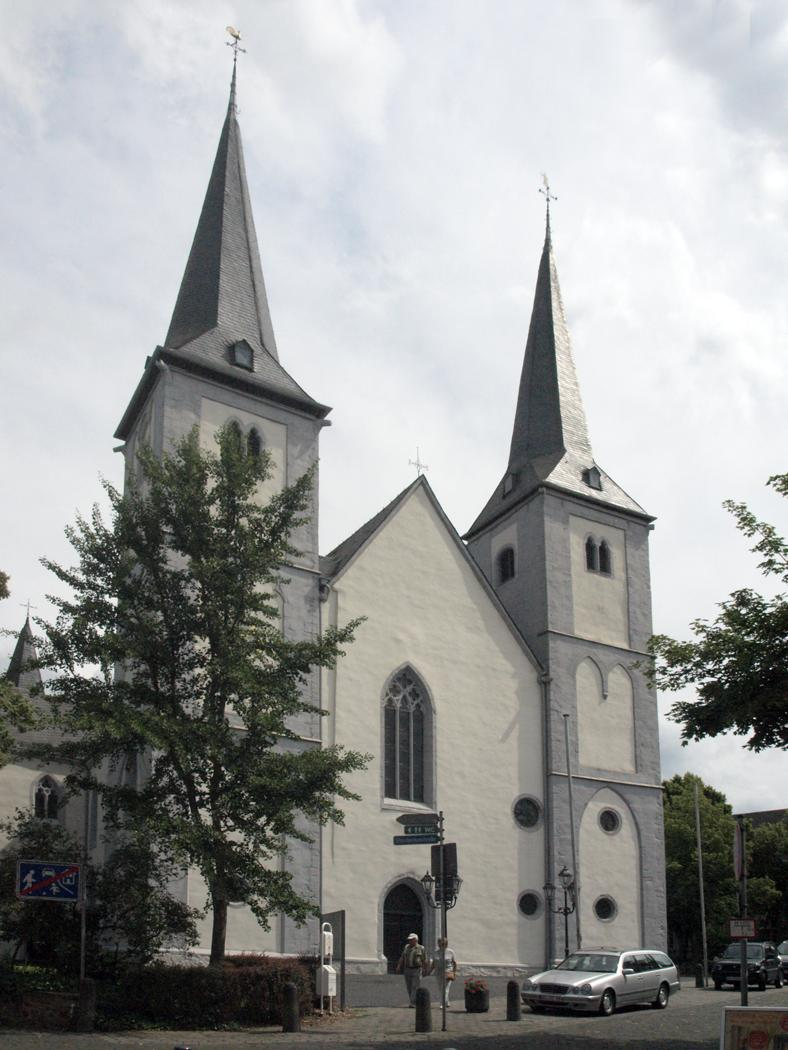
Westfassade

Das außen verputzte dreischiffige Gebäude hat die Grundform einer Emporenbasilika mit Querhaus. Allerdings ist der gesamte Bau von einem großen Satteldach gedeckt (seit dem 16. Jahrhundert). Eine Besonderheit sind die unterschiedlich breiten Seitenschiffe, die auch dem äußeren Bau eine Asymmetrie verleihen. Der Baustil ist von der späten Romanik und der frühen Gotik geprägt.
Bemerkenswert sind die Türme, von denen es insgesamt vier gibt. Die zwei Westtürme tragen die Glocken und bilden zusammen mit dem Giebel des Langhauses eine beeindruckende Fassade, wohl einzigartig im Gebiet des Westerwalds. Außerdem besitzt das Bauwerk noch zwei kleinere seitliche Türme, einen Nord- und einen Südturm. Die Türme sind durch Lisenen und Blendarkaden verziert und tragen spitze, schiefergedeckte Helme.

## Inneres
Die Seitenschiffe sind durch Spitzbogenarkaden vom Mittelschiff getrennt, wobei in halber Höhe eine Empore eingezogen ist. Ein Kreuzrippengewölbe schließt den Innenraum nach oben ab. Auffällig ist der vergleichsweise niedrige Ostteil, wodurch sich an der östlichen Wand über dem Triumphbogen eine große Wandfläche ergibt, die als Grundfläche für das Gemälde zum Jüngsten Gericht genutzt wurde.

## Ausstattung

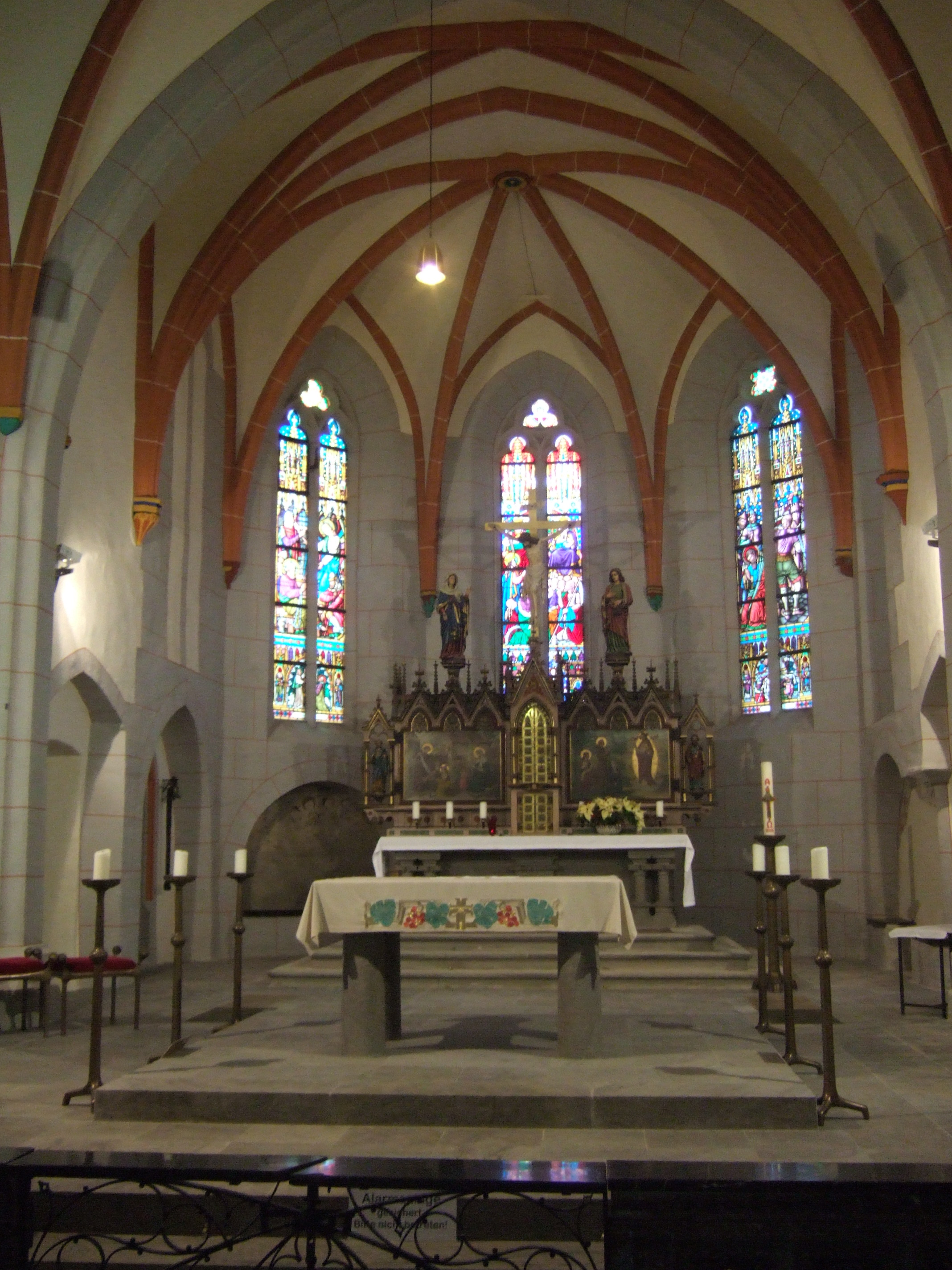
Chorraum mit dem Altar

### Altar
Im Jahr 1913 schuf der Bildhauer Weis aus Niederlahnstein den Flügelaltar. Es ist ein geschnitzter Hochaltar im neugotischen Stil. Er sollte im kleinen Chorraum nicht zu hoch aufragen, um die Chorfenster nicht zu verdecken.

### Taufstein
In der Taufkapelle – ursprünglich eine nach drei Seiten offene Vorhalle – steht der Taufstein von 1661. Er ist aus Lahnmarmor hergestellt. Drei Säulen tragen das Becken. Der Messingdeckel ist jüngeren Datums.

### Darstellungen Unserer lieben Frau

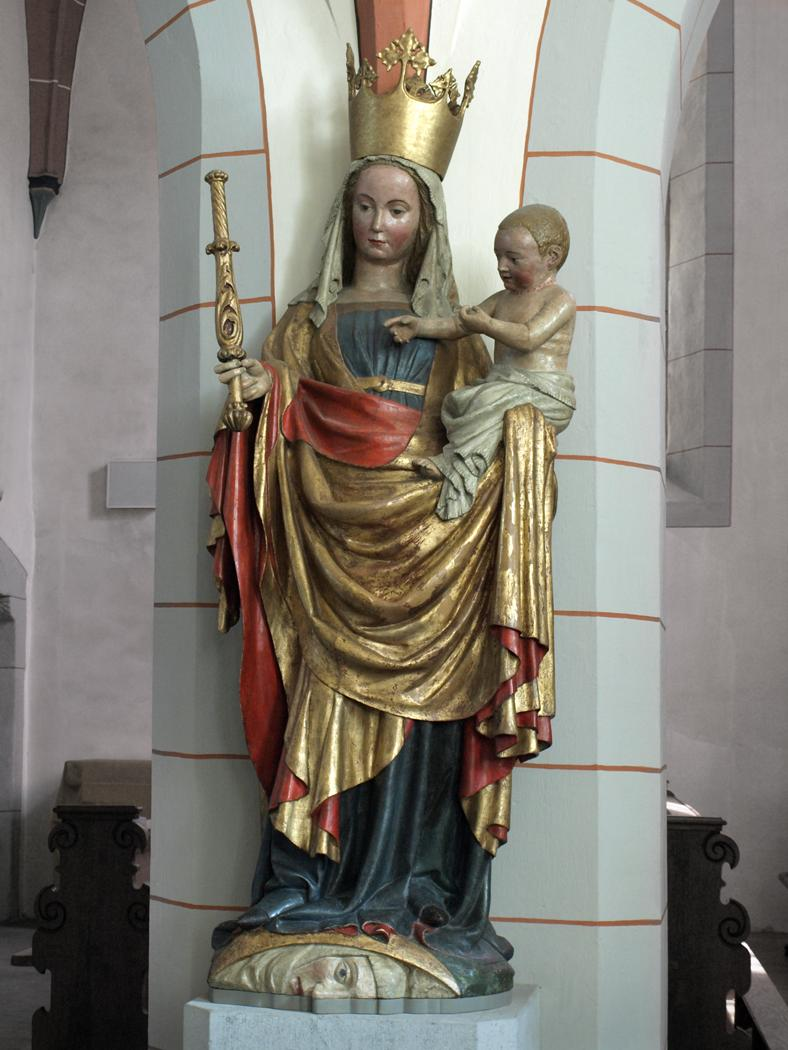
Mondsichelmadonna

Am ersten Pfeiler vor dem südlichen Querhaus steht eine lebensgroße Holzfigur, die Mondsichelmadonna. Es ist ein Spätwerk des sog. Weichen Stils der gotischen Periode, um 1450 entstanden. Dargestellt ist die gekrönte Maria mit dem Jesuskind. Sie steht auf einer Mondsichel, worunter sich ein menschliches Gesicht befindet, ein Hinweis auf die Vergänglichkeit und die Erbsünde. Das Kunstwerk gelangte erst in den 1940er Jahren nach St. Peter in Ketten, vorher stand es vermutlich in der Franziskanerkirche.  Die Franziskanerkirche, die zwischen Kloster und Hospital stand, wurde abgerissen, nachdem das Kloster im Jahr 1813 aufgelöst worden war.
Vor dem Nordportal steht die Kopie einer frühgotischen Steinmadonna, deren Original aus der Erbauerzeit der Kirche stammt (ca. 1400).

### Apostelfiguren
An den Pfeilern des Mittelschiffs stehen Figuren der 12 Apostel. Sie wurden 1890 im neugotischen Stil geschnitzt. Ihre Sockel tragen als Beschriftung den jeweiligen Apostelnamen.

### Gemälde des Jüngsten Gerichtes
Das große Gemälde an der Ostwand, ursprünglich vermutlich im 14. Jahrhundert entstanden, wurde immer wieder übermalt. Erst 1878 wurde es wieder freigelegt und überarbeitet. Dabei hat man es teilweise dem Zeitgeschmack entsprechend verändert. Völlig neu ist das obere Drittel der Malerei auf einem erneuerten Putzträger. Christus als Weltenrichter ist von Engeln umgeben. Rechts und links sind die 12 Apostel dargestellt. Unten sind die aus den Gräbern gerufenen Toten zu sehen, die linken auf dem Weg in den Himmel, die rechten auf dem Weg in die Hölle.

### Beichtstühle
Die Beichtstühle im südlichen Seitenschiff stammen aus der Rokokozeit. Auch sie standen vorher in der Franziskanerkirche.

### Epitaph Weydebach

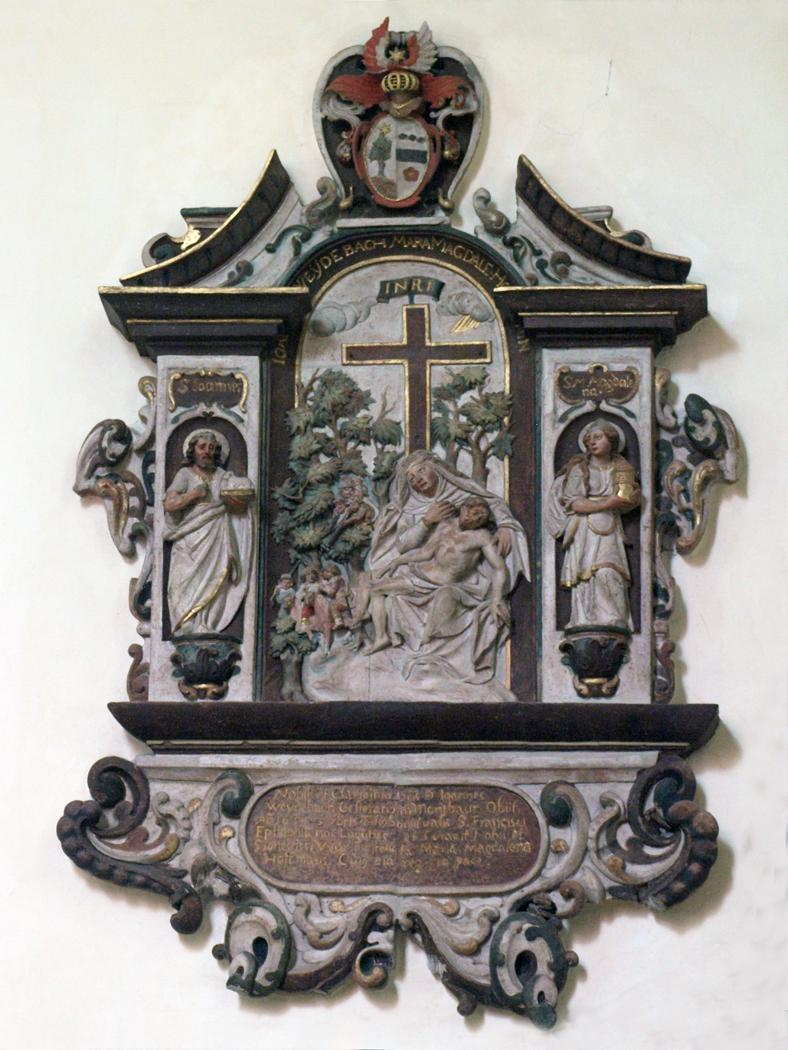
Das Epitaph Weydebach

Das Epitaph von 1644 ist das bedeutendste barocke Kunstwerk der Kirche, angebracht über dem Durchgang zum Chor. Neben der Pietà sind Johannes der Täufer und Maria Magdalena  zu sehen.  Das sind die Namenspatrone der mit dem Epitaph geehrten Johannes und Maria Magdalena Weydebach.

### Orgel

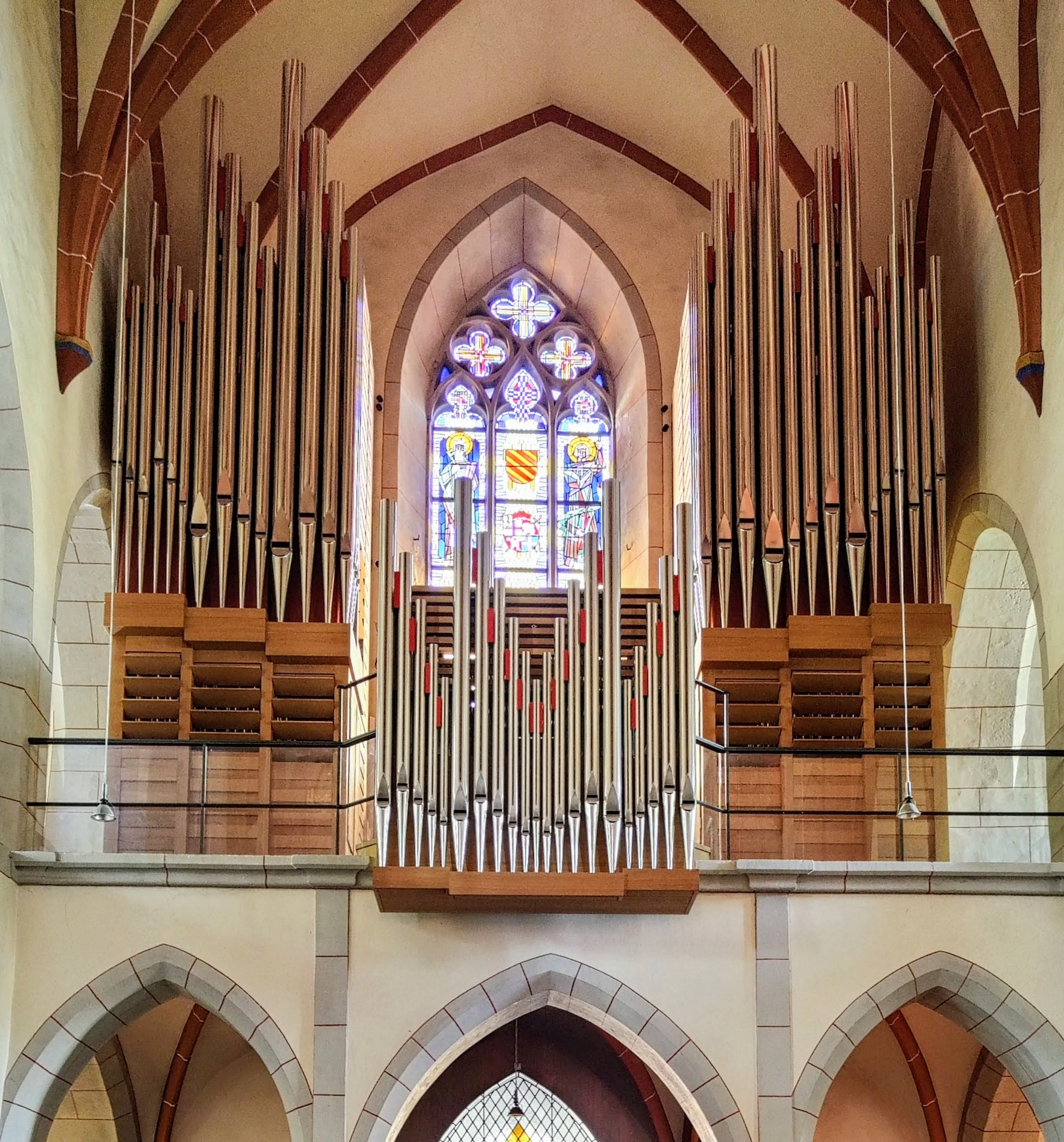
Orgelprospekt mit Rückpositiv

Das jetzige Instrument der Firma Mühleisen (Leonberg) wurde 2014 eingeweiht und ersetzte eine Kemper-Orgel aus dem Jahr 1954. Sie ist wie ihre Vorgängerin an der Westwand der Kirche aufgebaut, ohne das große Westfenster zu verdecken.
Das Instrument hat 39 Register (zusätzlich 7 Transmissionen und Extensionen) auf drei Manualen und Pedal.
| I Rückpositiv C–a3 |             |        |
| 1.                 | Suavial     | 8′     |
| 2.                 | Gedeckt     | 8′     |
| 3.                 | Principal   | 4′     |
| 4.                 | Rohrflöte   | 4′     |
| 5.                 | Nasat       | 2 ⁄3′  |
| 6.                 | Doublette   | 2′     |
| 7.                 | Terz        | 1 3⁄5′ |
| 8.                 | Larigot     | 1 ⁄3′  |
| 9.                 | Scharff IV  | 1′     |
| 10.                | Chalumeau   | 8′     |
|                    | „Tremulant“ |        |

| II Hauptwerk C–a3 |                   |       |
| 11.               | Praestant         | 16′   |
| 12.               | Principal         | 8′    |
| 13.               | Flûte harmonique  | 8′    |
| 14.               | Rohrflöte         | 8′    |
| 15.               | Viola da Gamba    | 8′    |
| 16.               | Octave            | 4′    |
| 17.               | Waldflöte         | 4′    |
| 18.               | Quinte            | 2 ⁄3′ |
| 19.               | Superoctave       | 2′    |
| 20.               | Mixtur major IV   | 2′    |
| 21.               | Mixtur minor IV   | 1 ⁄3′ |
| 22.               | Cornett V (ab a0) | 8′    |
| 23.               | Trompete          | 8′    |

| III Schwellwerk C–a3 |                 |       |
| 24.                  | Bourdon         | 16′   |
| 25.                  | Geigenprincipal | 8′    |
| 26.                  | Bourdon         | 8′    |
| 27.                  | Salicional      | 8′    |
| 28.                  | Schwebung       | 8′    |
| 29.                  | Fugara          | 4′    |
| 30.                  | Traversflöte    | 4′    |
| 31.                  | Piccolo         | 2′    |
| 32.                  | Mixtur IV       | 2 ⁄3′ |
| 33.                  | Basson          | 16′   |
| 34.                  | Trompette harm. | 8′    |
| 35.                  | Oboe            | 8′    |
|                      | „Tremulant“     |       |

| Pedalwerk C–f1 |                          |     |
|                | Untersatz (Ext. Nr. 37)  | 32′ |
| 36.            | Principalbass            | 16′ |
| 37.            | Subbass                  | 16′ |
|                | Bourdon (= Nr. 24)       | 16′ |
|                | Octavbass (Ext. Nr. 36)  | 8′  |
| 38.            | Cello                    | 8′  |
|                | Bourdon (Ext. Nr. 37)    | 8′  |
|                | Choralbass (Ext. Nr. 36) | 4′  |
| 39.            | Posaune                  | 16′ |
|                | Basson (= Nr. 33)        | 16′ |
|                | Trompete (Ext. Nr. 39)   | 8′  |

- Koppeln (mechanisch):  I/II, III/I, III/II, I/P, II/P, III/P
- Oktavkoppeln (elektrisch):  III/III (Sub- und Superoktavkoppel), III/P (Superoktavkoppel)